# Afanasij Sajczuk
Afanasij Siemionowicz Sajczuk (ros. Афанасий Семёнович Сайчук, ur. 30 czerwca?/12 lipca 1858 w guberni besarabskiej, zm. 14 września 1914 w Poznaniu) – rosyjski generał major, uczestnik walk I wojny światowej.

## Życiorys
Pochodził z rodziny mieszczańskiej, a do wojska wstąpił w wieku 19 lat (1877), dobrowolnie. Wziął udział w wojnie rosyjsko-tureckiej. Ukończył Kijowską Junkierską Szkołę Piechoty (1880) w stopniu chorążego. W 1883 został podporucznikiem, w 1887 porucznikiem, natomiast w 1894 sztabskapitanem. W 1897 skończył Nikołajewską Akademię Sztabu Generalnego w Petersburgu. W czerwcu 1900 na własna prośbę wyjechał tłumić powstanie bokserów w Chinach. Awansował na kapitana w 1902, a w 1904 na podpułkownika. Walczył w wojnie rosyjsko-japońskiej (dowodząc batalionem) i został dwukrotnie ranny podczas oblężenia Port-Artur. Wzięty do niewoli opuścił ją pod słowem honoru, że nie weźmie udziału w dalszych walkach.
28 września/11 października 1905 odznaczono go Orderem św. Jerzego IV klasy i awansowano na pułkownika. Dowodził później 264. Loryjskim Pułkiem Piechoty (od 1907 do 1911), 203. Suchomskim Pułkiem Piechoty (od 1911 do 1914) oraz 1. brygadą 2. Dywizji Grenadierów (1914). Awansowany na stopień generała majora został 16/29 kwietnia 1914. 29 lipca/11 sierpnia 1914 został mianowany dowódcą 2. brygady 1. Dywizji Piechoty (mobilizacja przed wybuchem I wojny światowej). Brał udział w walkach na terenie Warmii. W wyniku fatalnego dowodzenia oddziały rosyjskie poniosły tu liczne klęski i ogromne straty w ludziach. Formacja Sajczuka została rozbita przez niemiecką 3. Rezerwową Dywizję Piechoty Kurta von Morgena pod Olsztynkiem, a jej resztki wycofały się pod Mierki i starły potem z Niemcami pod Gryźlinami. Dalszy odwrót odbywał się w stronę Jabłonki oraz jeziora Omulew, gdzie rosyjskie dowództwo straciło jakąkolwiek kontrolę nad oddziałami, które albo poddawały się wrogowi, albo samodzielnie i chaotycznie przedzierały poza okrążenie. Do niewoli dostali się wszyscy znaczący dowódcy, z których ostatnim był Sajczuk.
W trakcie konwojowania jeńców, z nieznanych przyczyn, został dźgnięty bagnetem przez strażnika (przyczyną zatargu mogła być próba ucieczki lub zdarcie pagonów, ale nie ustalono tego w sposób bezsporny). Z braku opieki lekarskiej, w miarę transportowania na zachód, jego stan pogarszał się. W sierpniu 1914 dotarł do Poznania, gdzie skierowano go do lazaretu garnizonowego na ul. Libelta (ówcześnie Królewskiej). Mimo pewnej poprawy w opiece zmarł 1/14 września 1914 (według źródeł niemieckich 15 września). Pochowano go z honorami wojskowymi 18 września 1914 na Prawosławnym Cmentarzu Garnizonowym (stoki Cytadeli). Z uwagi na chaos panujący w Rosji, wiadomość o jego śmierci nie dotarła tam jeszcze w 1916 i nie wiadomo czy kiedykolwiek uznano go oficjalnie za zmarłego.